# Джонс, Джош (игрок в американский футбол, 1994)
Джошуа Роберт Джонс (англ. Joshua Robert Jones; 20 сентября 1994, Чикаго, Иллинойс) — профессиональный американский футболист, сэйфти клуба НФЛ «Сиэтл Сихокс». На студенческом уровне выступал за команду университета штата Северная Каролина. На драфте НФЛ 2017 года был выбран во втором раунде.

## Биография
Джош Джонс родился 20 сентября 1994 года в Чикаго. Учился в старшей школе Саутфилда, последние два года провёл в школе Уоллед-Лейк Вестерн в штате Мичиган. В составе школьной футбольной команды играл на позициях сэйфти и раннинбека. На момент выпуска занимал пятнадцатое место в рейтинге лучших игроков Мичигана по версии сайта Rivals.

### Любительская карьера
В 2013 году Джонс поступил в университет штата Северная Каролина. Первый сезон в команде он провёл в статусе освобождённого игрока, не принимая участия в официальных матчах. На тренировках он работал как сэйфти и лайнбекер. В 2014 году Джонс дебютировал в турнире NCAA. Он сыграл в двенадцати матчах, восемь из них начал в стартовом составе. В играх сезона он сделал четыре перехвата, став вторым по этому показателю в конференции ACC.
В сезоне 2015 года он принял участие в двенадцати играх, став третьим в команде по количеству сделанных захватов. В сезоне 2016 года Джонс сыграл в тринадцати матчах.

#### Статистика выступлений в NCAA
| Сезон | Команда             | Игры | Захваты | Захваты | Захваты | Захваты | Захваты | Перехваты | Перехваты | Перехваты | Перехваты | Перехваты | Фамблы | Фамблы | Фамблы | Фамблы |
| Сезон | Команда             | Игры | Solo    | Ast     | Tot     | Loss    | Sk      | Int       | Yds       | Y/R       | TD        | PD        | FR     | Yds    | TD     | FF     |
| ----- | ------------------- | ---- | ------- | ------- | ------- | ------- | ------- | --------- | --------- | --------- | --------- | --------- | ------ | ------ | ------ | ------ |
| 2013  | Эн Си Стейт Вулфпэк | —    | —       | —       | —       | —       | —       | —         | —         | —         | —         | —         | —      | —      | —      | —      |
| 2014  | Эн Си Стейт Вулфпэк | 12   | 42      | 14      | 56      | 2,0     | 2,0     | 4         | 37        | 9,3       | 0         | 7         | 0      | 0      | 0      | 0      |
| 2015  | Эн Си Стейт Вулфпэк | 12   | 35      | 29      | 64      | 2,5     | 0,5     | 1         | 0         | 0,0       | 0         | 2         | 1      | 0      | 0      | 2      |
| 2016  | Эн Си Стейт Вулфпэк | 13   | 62      | 47      | 109     | 4,0     | 1,0     | 3         | 34        | 11,3      | 0         | 8         | 1      | 0      | 0      | 1      |
| Всего | Всего               | 37   | 139     | 90      | 229     | 8,5     | 3,0     | 8         | 71        | 8,9       | 0         | 17        | 2      | 0      | 0      | 3      |

### Профессиональная карьера
На драфте НФЛ 2017 года Джонс был выбран клубом «Грин-Бэй Пэкерс» во втором раунде под общим 61 номером. Издание Pro Football Focus перед драфтом отмечало, что игрок был одиннадцатым среди сэйфти I дивизиона NCAA по эффективности остановки выноса, несмотря на большое число ошибок. К плюсам Джонса относили антропометрические данные, его атлетизм, умение вести борьбу с тайт-эндами и высокую продуктивность. Недостатками называли плохая игра в прикрытии, ошибки при выполнении захватов, принятие неверных решений во время плей-экшн розыгрышей и недостаточную психологическую устойчивость.
В мае 2017 года Джонс подписал с «Пэкерс» четырёхлетний контракт на сумму около 4,2 млн долларов. За клуб он отыграл два сезона, приняв участие в 29 матчах регулярного чемпионата и сделав 126 захватов. По ходу сезона 2018 года отношения игрока и тренерского штаба начали портиться, Джонс публично выражал недовольство количеством игрового времени, пропустил часть тренировок команды в межсезонье. В августе 2019 года «Пэкерс» отчислили его по медицинским причинам, не связанным с футболом. Из-за болезни Джонс пропустил две недели сборов и три предсезонных матча. Генеральный менеджер клуба Брайан Гутекунст также отметил, что игрок не соответствовал требованиям организации как на поле, так и за его пределами.
Сезон 2019 года Джонс провёл в составе «Далласа», сыграв в шести матчах, преимущественно выходя на поле как игрок специальных команд. После В январе 2020 года он был выставлен на драфт отказов, после чего перешёл в «Джэксонвилл Джагуарс». В новой команде Джонс стал одним из основных игроков. Он провёл тринадцать матчей в качестве стартового стронг-сэйфти «Джагуарс», установив личный рекорд по количеству сделанных захватов. В марте 2021 года клуб объявил о продлении контракта с игроком. 
В межсезонье Джонс не смог сохранить своё место в составе и был отчислен. По ходу сезона 2021 года он сыграл в шести матчах за «Индианаполис Колтс», а затем перешёл в «Сиэтл Сихокс», где провёл ещё четыре игры, в том числе одну в стартовом составе.

#### Статистика выступлений в НФЛ

##### Регулярный чемпионат
| Сезон | Команда              | Игры | Захваты | Захваты | Захваты | Захваты | Захваты | Перехваты | Перехваты | Перехваты | Перехваты | Перехваты | Фамблы | Фамблы | Фамблы | Фамблы |
| Сезон | Команда              | Игры | Solo    | Ast     | Tot     | Loss    | Sk      | Int       | Yds       | Y/R       | TD        | PD        | FR     | Yds    | TD     | FF     |
| ----- | -------------------- | ---- | ------- | ------- | ------- | ------- | ------- | --------- | --------- | --------- | --------- | --------- | ------ | ------ | ------ | ------ |
| 2017  | Грин-Бэй Пэкерс      | 16   | 60      | 11      | 71      | 5       | 2,0     | 1         | 0         | 0,0       | 0         | 5         | 0      | 0      | 0      | 0      |
| 2018  | Грин-Бэй Пэкерс      | 13   | 40      | 15      | 55      | 2       | 1,0     | 0         | 0         | 0,0       | 0         | 2         | 0      | 0      | 0      | 0      |
| 2019  | Даллас Каубойс       | 6    | 1       | 1       | 2       | 0       | 0,0     | 0         | 0         | 0,0       | 0         | 0         | 0      | 0      | 0      | 0      |
| 2020  | Джэксонвилл Джагуарс | 13   | 59      | 24      | 83      | 0       | 0,0     | 1         | 0         | 0,0       | 0         | 1         | 0      | 0      | 0      | 0      |
| 2021  | Индианаполис Колтс   | 6    | 3       | 2       | 5       | 0       | 0,0     | 0         | 0         | 0,0       | 0         | 0         | 0      | 0      | 0      | 0      |
| 2021  | Сиэтл Сихокс         | 4    | 7       | 4       | 11      | 0       | 0,0     | 0         | 0         | 0,0       | 0         | 1         | 0      | 0      | 0      | 0      |
| Всего | Всего                | 58   | 170     | 57      | 227     | 7       | 3,0     | 2         | 0         | 0,0       | 0         | 9         | 0      | 0      | 0      | 0      |